# Дручно (Окуловский район)
Дручно — деревня в Окуловском муниципальном районе Новгородской области, относится к Кулотинскому городскому поселению.

## География
Деревня Дручно расположена на левом берегу реки Хоринка, в 4 км к западу от посёлка Кулотино и в 1 км к северу от города Окуловка.

## Население
| 2010 |
| ---- |
| 3    |

## История
В XV—XVII веках деревня Дручно относилась к Полищском погосту Деревской пятины Новгородской земли.
В 1460—1470-х, на закате Новгородской республики, деревней владел Фома Брехов Дериглазов; в 1480-х — великий князь Иван III; а в 1495 — Иван Иванович Ивков.
Отмечена на картax 1788(лист 66), 1816, 1826—1840 годов.
В 1776—1792, 1802—1918 деревня Дручно находилась в Крестецком уезде Новгородской губернии. С начала XIX века — в образованной Заозерской волости Крестецкого уезда с центром в деревне Заозерье.
В 1908 в Дручно было 27 дворов и 35 домов с населением 144 человек. Имелась часовня.
Деревня Дручно относилась к Полищенскому сельсовету.

## Транспорт
Ближайшая ж/д станция расположена в городе Окуловка.

## Известные жители
Художники: Олег Александрович Андреев и Татьяна Туркулец.